# Rolf Lüken
Rolf Lüken (* 10. März 1938; † 15. Januar 2019) war ein deutscher Polizist und von 1989 bis 2001 der Polizeipräsident der Polizei Bremen.

## Biografie
Lüken begann 1956 im Alter von 18 Jahren seine Ausbildung für den Polizeidienst, 1960 erfolgte seine Versetzung zur Ortspolizeibehörde Bremerhaven. Er kehrte 1971 nach Bremen zurück und wurde unter anderem von 1972 bis 1974 als Leiter des damaligen Polizeiabschnitts Ost eingesetzt, bevor er 1981 die Leitung des Polizeivollzugsreferats in der Innenbehörde übernahm. Dieses Amt hatte er bis zu seiner Ernennung zum Polizeipräsidenten im Jahr 1989 inne.
Lüken bat den damaligen Innensenator, Dr. Bernt Schulte, am 13. März 2001 um die Versetzung in den vorzeitigen Ruhestand. Er verließ die Behörde zum 31. August 2001 nach fast 45 Jahren dienstlicher Tätigkeit im Alter von 63 Jahren. Sein Nachfolger im Amt des Polizeipräsidenten wurde sein bisheriger Stellvertreter, Eckard Mordhorst.